# Exército de Salvação dos Ruaingas de Arracão
Exército de Salvação dos Ruaingas de Arracão (birmanês:  အာရ်ကန်ရိုဟင်ဂျာ ကယ်တင်ရေးတပ်မတော်), também conhecido pelo seu antigo nome Harakah al-Yaqin (que significa Movimento da Fé), é um grupo insurgente ruainga (rohingya) ativo no norte do estado de Raquine, Mianmar. De acordo com um relatório de dezembro de 2016 do International Crisis Group, é liderado por Ataullah abu Ammar Jununi, um homem ruainga nascido em Carachi, Paquistão, e criado em Meca, na Arábia Saudita. Outros membros de sua liderança incluem um comitê de emigrantes ruaingas na Arábia Saudita.
O Comitê Central Antiterrorismo de Mianmar declarou o Exército de Salvação dos Ruaingas de Arracão como um grupo terrorista em 25 de agosto de 2017, de acordo com a lei antiterrorista do país. O governo birmanês declarou que o grupo está envolvido e é subsidiado por islamitas estrangeiros, apesar de não haver provas sólidas que comprovem tais alegações. O Exército de Salvação dos Ruaingas de Arracão divulgou um comunicado em 28 de agosto de 2017, afirmando que as alegações do governo contra o grupo são "infundadas" e declarando que o seu objetivo principal é defender os direitos dos rohingyas.